# جفری دنیس
جفری دنیس (انگلیسی: Geoffrey Dernis؛ زادهٔ ۲۴ دسامبر ۱۹۸۰) بازیکن فوتبال اهل فرانسه است.
از باشگاه‌هایی که در آن بازی کرده‌است می‌توان به باشگاه فوتبال لاریسا، باشگاه ورزشی مون‌پلیه، باشگاه فوتبال سن-اتین، باشگاه فوتبال استاد برستوا ۲۹، و باشگاه فوتبال لیل اشاره کرد.
وی همچنین در تیم ملی فوتبال France U-17 بازی کرده‌است.